# Serie A 1997-1998
La Serie A 1997-1998 è stata la 96ª edizione della massima serie del campionato italiano di calcio (la 66ª a girone unico), disputata tra il 31 agosto 1997 e il 16 maggio 1998 e conclusa con la vittoria della Juventus, al suo venticinquesimo titolo, il secondo consecutivo.
Capocannoniere del torneo è stato Oliver Bierhoff (Udinese) con 27 reti.

## Stagione

### Calciomercato

#### Sessione estiva

Da sinistra: Ronaldo dell'Inter e Roberto Baggio del Bologna, due tra i maggiori cambi di casacca della stagione: il brasiliano confermò il soprannome di Fenomeno siglando 25 gol al debutto in Serie A, mentre il Divin Codino si rigenerò in Emilia tornando su alti livelli sottorete.

Protagonista del mercato estivo fu l'Inter di Massimo Moratti che, al termine di una trattativa protrattasi per mesi e per la cifra di 50 miliardi di lire – all'epoca un record per il calciomercato –, acquistò dal Barcellona l'attaccante brasiliano Ronaldo, considerato tra i maggiori fuoriclasse dell'epoca; la società nerazzurra, pur a fronte della cessione del nazionale inglese Ince, mise in mano al nuovo allenatore Luigi Simoni un organico comunque ampliato dal difensore West, dai centrocampisti Cauet, Moriero e Simeone, e dal giovane fantasista Recoba pescato in Uruguay.
I detentori della Juventus inserirono Birindelli nella propria retroguardia mentre in attacco, rispedito Bokšić alla Lazio e, soprattutto, ceduto a peso d'oro all'Atlético Madrid l'emergente Vieri, rivoluzionarono il reparto puntando sulla voglia di riscatto di Fonseca, da tempo in crisi con l'ambiente romanista, e sul capocannoniere uscente Filippo Inzaghi, il quale andò a formare con Del Piero il nuovo tandem offensivo dei piemontesi – e smentendo presto a suon di gol una certa critica estiva sull'«eccessiva leggerezza fisica» della coppia.
Il Milan, che richiamò da Madrid Fabio Capello con l'obiettivo di cancellare le delusioni della precedente e tribolata annata, optò per rinforzi quali il portiere Taibi e il terzino Ziege in difesa, e Ba e Leonardo in mezzo al campo, mentre in avanti sostituì l'impalpabile Dugarry con l'olandese Kluivert; tornò inoltre a Milano, dopo una stagione oltreoceano, la bandiera Donadoni. Il Parma di Ancelotti, pronto a lanciare l'ennesimo assalto dell'era Tanzi allo scudetto, riaccolse in pianta stabile tra le sue file il jolly di centrocampo Fiore, mentre la Fiorentina, che destò curiosità soprattutto per l'ingaggio di Alberto Malesani, tecnico esordiente in massima serie, offrì una chance al trequartista Morfeo.

Dopo un quindicennio alla Sampdoria, il fantasista Roberto Mancini approdò alla Lazio per la parte conclusiva della sua carriera.

La Roma allenata dall'ex biancoceleste Zdeněk Zeman si potenziò in ogni reparto, con Cafu e Candela in difesa, Di Francesco a centrocampo e Paulo Sérgio in avanti. I concittadini della Lazio, affidatisi a loro volta all'ex giallorosso Sven-Göran Eriksson, si rinnovarono in mediana con gli innesti di Almeyda e Jugović, mentre in attacco, oltre al già citato Bokšić si segnalò l'approdo di Mancini, bandiera doriana che lasciò Genova dopo un quindicennio.
Tra le piazze con ambizioni di secondo piano, la Sampdoria accolse in mezzo al campo Boghossian e sopperì alla partenza del succitato Mancini affiancando a Montella una vecchia conoscenza del calcio italiano come Klinsmann. Novità in attacco anche per un Napoli ormai sempre più lontano dai fasti dell'epoca maradoniana, che chiamò sotto al Vesuvio Bellucci e Protti, e per un Bologna di contro deciso a rinverdire il suo blasone con l'altisonante ingaggio di Roberto Baggio, in cerca di rilancio in chiave azzurra dopo due stagioni in chiaroscuro in maglia milanista.
In provincia la rampante Udinese, ormai sempre più solidà realtà nella Serie A di fine decennio, si rinforzò sottotraccia in mezzo al campo, con elementi forse non di richiamo ma tecnicamente dotati quali Bachini, Jørgensen e Walem. Il Vicenza, rivelazione della precedente stagione, affidò il reparto avanzato alla coppia Di Napoli-Luiso, e ridisegnò il centrocampo con Schenardi e Zauli, oltreché col promettente azzurrino Ambrosini. Mentre il Piacenza «degli italiani» si appigliò a veterani del campionato quali Stroppa e Vierchowod, l'Atalanta sostituì il partente Inzaghi con Cristiano Lucarelli.
Tra le neopromosse, il Bari inserì in squadra il giovane esterno offensivo Zambrotta e l'attaccante Masinga. Il Brescia investì definitivamente nel suo astro nascente Pirlo e diede fiducia a Hübner, prolifico attaccante delle serie minori e nell'occasione al suo debutto nel grande calcio. L'Empoli, di nuovo in Serie A dopo un decennio e allenato dall'emergente Luciano Spalletti, accolse Bisoli e Tonetto. Infine al Lecce arrivarono Conticchio, Cozza e l'esperto Sakić.

#### Sessione autunnale

Edgar Davids (a destra), passato in dicembre dal Milan alla Juventus, darà ordine e dinamismo al centrocampo bianconero, rivelandosi decisivo nella corsa allo scudetto.

Tra le formazioni di vertice, il mercato di riparazione venne sfruttato maggiormente dalla Juventus che, onde riequilibrare un centrocampo in cui si erano rivelati nulli gli innesti estivi di semplici mestieranti quali Ametrano e Pecchia, prelevò l'olandese Davids ormai ai margini nel Milan, per farne con successo il nuovo «collante» della mediana bianconera; a rimpolpare l'attacco, arrivò a Torino anche il giovane ariete Zalayeta.
L'Inter lasciò andare la bandiera Berti, il quale dopo un decennio a Milano emigrò verso il Tottenham, e sfoltì l'attacco con la cessione delle punte Branca e Ganz, quest'ultimo ai rivali milanisti; arrivarono invece in nerazzurro i difensori Colonnese e Milanese, mentre a centrocampo ci fu l'inserimento del portoghese Paulo Sousa prelevato dai campioni d'Europa in carica del Borussia Dortmund.
La Lazio chiuse a sorpresa il rapporto col suo leader delle precedenti stagioni, Signori, ormai entrato in rotta col nuovo tecnico Eriksson; l'ex bomber biancoceleste si accasò alla Sampdoria, che contestualmente cedette Klinsmann agli Spurs, e sacrificò anche il centrocampista francese Karembeu finito nel frattempo nelle mire del blasonato Real Madrid. I concittadini della Roma, invece, puntellarono la difesa con il brasiliano Zago. Un Milan già in crisi cercò di rinforzare il reparto avanzato, oltreché col succitato Ganz, con l'ex parmense Maniero; tra i partenti, oltre a Davids, ci fu il deludente difensore olandese Bogarde il quale prese la via di Barcellona.
Nella parte bassa della classifica, il Piacenza mise sotto contratto la mezzapunta Buso, mentre il Lecce prelevò da un già disastrato Napoli il trequartista Giannini avviato verso l'epilogo della sua carriera.

### Avvenimenti

#### Girone di andata

Da sinistra: i tecnici Alberto Malesani della Fiorentina e Luciano Spalletti dell'Empoli, esordienti in A e autori di due positive stagioni per il calcio toscano.

Il torneo antecedente al mondiale francese cominciò il 31 agosto 1997. L'Inter partì con quattro vittorie nelle prime quattro gare, prendendo subito la testa della classifica grazie anche al roboante esordio del giovane Recoba, rivelatosi fin dalla prima giornata con una decisiva doppietta al Brescia.
In questa fase la squadra di Simoni, pur non entusiasmando particolarmente sul piano del gioco e anzi aggrappandosi sovente alle invenzioni dei suoi solisti, su tutti Djorkaeff e un Ronaldo in crescendo, seppe comunque rimanere stabilmente in vetta per tutto l'autunno, controllando il gruppo delle inseguitrici da cui via via emersero quali più accreditati rivali i campioni uscenti della Juventus. Nel turno precedente la sosta natalizia maturò la prima sconfitta dei meneghini, al Friuli contro l'Udinese, proponendo nell'occasione l'undici di Alberto Zaccheroni, votato a un calcio offensivo ma al tempo stesso estremamente concreto, e sorretto dall'affiatato trio d'attacco Amoroso-Bierhoff-Poggi, quale possibile outsider nella lotta allo scudetto.

La provinciale Udinese fu la «grande sorpresa» della stagione, inserendosi nella lotta scudetto e chiudendo la classifica al 3º posto anche grazie ai 27 gol dell'«ariete» tedesco Oliver Bierhoff (in piedi, secondo da sinistra), miglior marcatore del campionato.

Sul finire dell'anno solare la Juventus si avvicinò sempre più, complice un Del Piero fin lì mai tanto prolifico sottorete, nonché l'apporto a campionato iniziato dell'olandese Davids, apparso completamente rigenerato dall'ambiente bianconero rispetto alla scialba esperienza milanista; tuttavia il 4 gennaio 1998 l'Inter parve rimarcare le distanze, facendo cinicamente suo il derby d'Italia al Meazza grazie a un lampo di Djorkaeff (1-0).
I nerazzurri non seppero però gestire il vantaggio accumulato: verso la fine del mese due passi falsi contro due neopromosse, dapprima una sconfitta interna contro il Bari e poi un pari sul campo dell'Empoli, frenarono la corsa meneghina e rilanciarono le ambizioni dei torinesi che il 25 gennaio, battendo l'Atalanta al Delle Alpi, guadagnarono il primo posto laureandosi sul filo di lana campioni d'inverno.

#### Girone di ritorno
La tornata conclusiva non iniziò nel migliore dei modi per la Juventus, che nella trasferta di Lecce del 1º febbraio perse il perno difensivo Ferrara per il resto della stagione, causa una grave frattura di tibia e perone. Ciò nonostante tra febbraio e marzo i bianconeri riuscirono ad allungare ancora sull'Inter, colpevole di battute d'arresto sui campi di Lazio e Parma, e a sorpresa a San Siro contro il Bologna; in questa fase i nerazzurri dovettero guardarsi anche dal ritorno dei biancocelesti di Eriksson che, da par loro, con la succitata vittoria nello scontro diretto del 22 febbraio appaiarono i milanesi al secondo posto, a quattro punti dalla vetta. I capitolini cullarono speranze tricolori fino al 5 aprile, allorché una Juventus corsara all'Olimpico li superò con un guizzo di Inzaghi, mentre nel frattempo si rifecero sotto i nerazzurri che, traendo vantaggio da una serie di pareggi raccolti dalla capolista, si presentarono al big match di Torino del 26 aprile, quart'ultima di campionato, con una sola lunghezza di ritardo sui bianconeri.

Dario Hübner del Brescia, bomber di provincia, esordì 30enne in Serie A mettendo a segno 16 gol.

La gara fu decisa da un contropiede di Del Piero (1-0), ma venne segnata soprattutto da un body check (un contrasto col busto) nell'area juventina di Iuliano su Ronaldo: l'arbitro Piero Ceccarini non ravvisò gli estremi per la concessione di un calcio di rigore ai milanesi, mentre pochi istanti dopo, sul capovolgimento di fronte, accordò a favore dei torinesi un penalty per un'entrata scomposta di West su Del Piero (quest'ultimo fallirà la chance del 2-0 facendosi parare la conclusione da Pagliuca). La condotta arbitrale fece montare il malcontento dei nerazzurri, provocando di riflesso le stizzite repliche dei bianconeri: nei giorni seguenti, le accese discussioni che scaturirono in merito sui media italiani e finanche in Parlamento fecero sfiorare una crisi istituzionale ai vertici della Federcalcio.
Fatto sta che il verdetto del campo, per la squadra di Lippi, si rivelò lo scatto decisivo verso il titolo: neanche il successivo e inatteso pari di Vicenza ebbe ripercussioni, poiché l'Inter non seppe approfittarne impattando a sua volta in casa col Piacenza. Alla penultima giornata, il 10 maggio, come all'andata gli uomini di Simoni caddero contro la bestia nera Bari; contemporaneamente al Delle Alpi, grazie a una tripletta di Inzaghi, la Juventus superò il Bologna per 3-2 andando a conquistare il venticinquesimo scudetto della sua storia. Con l'Inter seconda e qualificata in Champions League, il terzo posto fu appannaggio dell'Udinese che colse il suo migliore piazzamento in Serie A da quarantatré anni a quella parte; a suggellare la positiva annata dei friulani, Bierhoff fece suo il titolo di capocannoniere con 27 gol.

Da sinistra: il neoacquisto Filippo Inzaghi e Alessandro Del Piero, con 18 e 21 gol rispettivamente, composero il prolifico tandem offensivo della Juventus riconfermatasi campione.

Delusione della stagione, il Milan replicò l'anonimo andamento del campionato precedente totalizzando appena un punto in più, classificandosi decimo e rimanendo fuori dall'Europa per la seconda volta consecutiva, pur a fronte delle continue riforme volute dall'UEFA che qualificarono, in quest'annata, un record di ben nove società italiane alle coppe confederali – e nonostante i rossoneri avessero tentato, invano, la strada di una wild card. Oltre alle romane, alla Fiorentina e a un Parma che pur disattese le premesse estive, a negare l'Europa al Milan furono anche il Bologna trascinato da un Baggio rivitalizzato dall'ambiente rossoblù, e che emergendo quale migliore marcatore italiano della stagione ottenne in extremis una maglia azzurra per i successivi mondiali, e la Sampdoria che, pur tra alti e bassi, vide la conferma sottoporta di un Montella ormai definitivamente affermatosi.
In coda, oltre alle due lombarde Atalanta e Brescia che si arresero solo nel finale, caddero in Serie B un Lecce da tempo arenatosi e, abbastanza clamorosamente, un Napoli alla deriva: ancorati all'ultimo posto fin dalle giornate iniziali, i partenopei chiusero il campionato raggranellando appena 14 punti, ritornando in cadetteria dopo trentatré anni e ponendo fine a un capitolo della propria storia, dopo avere cambiato invano quattro tecnici nell'arco della stagione e inanellato «brutte figure» in sequenza, talvolta con vere e proprie sconfitte tennistiche. Si salvarono il neopromosso Empoli, il Piacenza e un Vicenza in calo rispetto all'anno precedente ma giustificato dall'impegno, nel corso della stagione, in una Coppa delle Coppe dove raggiunse a sorpresa le semifinali.

## Squadre partecipanti

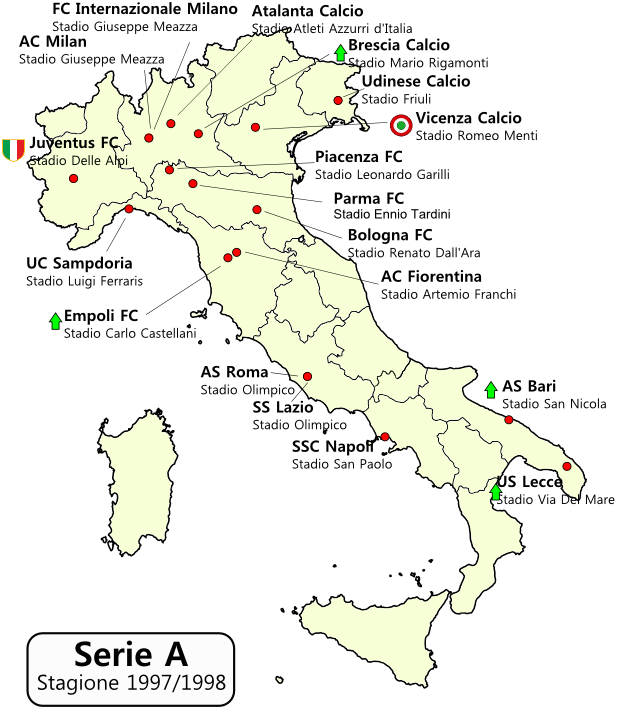
Ubicazione delle squadre della Serie A 1997-1998

| Club       | Stagione | Città    | Stadio                         | Stagione precedente           |
| ---------- | -------- | -------- | ------------------------------ | ----------------------------- |
| Atalanta   | dettagli | Bergamo  | Stadio Atleti Azzurri d'Italia | 10º posto in Serie A          |
| Bari       | dettagli | Bari     | Stadio San Nicola              | 4º posto in Serie B, promosso |
| Bologna    | dettagli | Bologna  | Stadio Renato Dall'Ara         | 7º posto in Serie A           |
| Brescia    | dettagli | Brescia  | Stadio Mario Rigamonti         | 1º posto in Serie B, promosso |
| Empoli     | dettagli | Empoli   | Stadio Carlo Castellani        | 2º posto in Serie B, promosso |
| Fiorentina | dettagli | Firenze  | Stadio Artemio Franchi         | 9º posto in Serie A           |
| Inter      | dettagli | Milano   | Stadio Giuseppe Meazza         | 3º posto in Serie A           |
| Juventus   | dettagli | Torino   | Stadio delle Alpi              | 1º posto in Serie A           |
| Lazio      | dettagli | Roma     | Stadio Olimpico                | 4º posto in Serie A           |
| Lecce      | dettagli | Lecce    | Stadio Via del Mare            | 3º posto in Serie B, promosso |
| Milan      | dettagli | Milano   | Stadio Giuseppe Meazza         | 11º posto in Serie A          |
| Napoli     | dettagli | Napoli   | Stadio San Paolo               | 13º posto in Serie A          |
| Parma      | dettagli | Parma    | Stadio Ennio Tardini           | 2º posto in Serie A           |
| Piacenza   | dettagli | Piacenza | Stadio Leonardo Garilli        | 14º posto in Serie A          |
| Roma       | dettagli | Roma     | Stadio Olimpico                | 12º posto in Serie A          |
| Sampdoria  | dettagli | Genova   | Stadio Luigi Ferraris          | 6º posto in Serie A           |
| Udinese    | dettagli | Udine    | Stadio Friuli                  | 5º posto in Serie A           |
| Vicenza    | dettagli | Vicenza  | Stadio Romeo Menti             | 8º posto in Serie A           |

## Allenatori e primatisti
| Squadra    | Allenatore                                                                                           | Calciatore più presente                    | Cannoniere                                              |
| ---------- | --- | ------------------------------------------ | ------------------------------------------------------- |
| Atalanta   | Emiliano Mondonico                                                                                   | Marco Sgrò (33)                            | Nicola Caccia (6)                                       |
| Bari       | Eugenio Fascetti                                                                                     | Francesco Mancini (33)                     | Phil Masinga (9)                                        |
| Bologna    | Renzo Ulivieri                                                                                       | Carlo Nervo (33)                           | Roberto Baggio (22)                                     |
| Brescia    | Giuseppe Materazzi (1ª-10ª) Paolo Ferrario (11ª-31ª) Egidio Salvi e Adriano Bacconi (D.T.) (32ª-34ª) | Daniele Adani (33)                         | Dario Hübner (16)                                       |
| Empoli     | Luciano Spalletti                                                                                    | Alessandro Pane (33)                       | Carmine Esposito (14)                                   |
| Fiorentina | Alberto Malesani                                                                                     | Francesco Toldo (34)                       | Gabriel Batistuta (21)                                  |
| Inter      | Luigi Simoni                                                                                         | Gianluca Pagliuca (34)                     | Ronaldo (25)                                            |
| Juventus   | Marcello Lippi                                                                                       | Alessandro Del Piero, Zinédine Zidane (32) | Alessandro Del Piero (21)                               |
| Lazio      | Sven-Göran Eriksson                                                                                  | Luca Marchegiani (34)                      | Pavel Nedvěd (11)                                       |
| Lecce      | Cesare Prandelli (1ª-18ª) Angelo Pereni (19ª-21ª) Nedo Sonetti (22ª-34ª)                             | Fabrizio Lorieri (33)                      | Francesco Palmieri (10)                                 |
| Milan      | Fabio Capello                                                                                        | Marcel Desailly (33)                       | George Weah (10)                                        |
| Napoli     | Bortolo Mutti (1ª-5ª) Carlo Mazzone (6ª-9ª) Giovanni Galeone (10ª-19ª) Vincenzo Montefusco (20ª-34ª) | Francesco Baldini (30)                     | Claudio Bellucci (10)                                   |
| Parma      | Carlo Ancelotti                                                                                      | Enrico Chiesa (33)                         | Hernán Crespo (12)                                      |
| Piacenza   | Vincenzo Guerini                                                                                     | Matteo Sereni (34)                         | Davide Dionigi, Roberto Murgita, Gianpietro Piovani (5) |
| Roma       | Zdeněk Zeman                                                                                         | Paulo Sérgio (34)                          | Abel Balbo (14)                                         |
| Sampdoria  | César Luis Menotti (1ª-8ª) Vujadin Boškov (9ª-34ª)                                                   | Fabrizio Ferron, Vincenzo Montella (33)    | Vincenzo Montella (20)                                  |
| Udinese    | Alberto Zaccheroni                                                                                   | Oliver Bierhoff, Alessandro Pierini (32)   | Oliver Bierhoff (27)                                    |
| Vicenza    | Francesco Guidolin                                                                                   | Pierluigi Brivio (32)                      | Pasquale Luiso (8)                                      |

## Classifica finale
|        | Pos. | Squadra    | Pt | G  | V  | N  | P  | GF | GS | DR  |
| ------ | ---- | ---------- | -- | -- | -- | -- | -- | -- | -- | --- |
|        | 1.   | Juventus   | 74 | 34 | 21 | 11 | 2  | 67 | 28 | +39 |
|        | 2.   | Inter      | 69 | 34 | 21 | 6  | 7  | 62 | 27 | +35 |
|        | 3.   | Udinese    | 64 | 34 | 19 | 7  | 8  | 62 | 40 | +22 |
|        | 4.   | Roma       | 59 | 34 | 16 | 11 | 7  | 67 | 42 | +25 |
|        | 5.   | Fiorentina | 57 | 34 | 15 | 12 | 7  | 65 | 36 | +29 |
|        | 6.   | Parma      | 57 | 34 | 15 | 12 | 7  | 55 | 39 | +16 |
| [ 66 ] | 7.   | Lazio      | 56 | 34 | 16 | 8  | 10 | 53 | 30 | +23 |
|        | 8.   | Bologna    | 48 | 34 | 12 | 12 | 10 | 55 | 46 | +9  |
|        | 9.   | Sampdoria  | 48 | 34 | 13 | 9  | 12 | 52 | 55 | -3  |
|        | 10.  | Milan      | 44 | 34 | 11 | 11 | 12 | 37 | 43 | -6  |
|        | 11.  | Bari       | 38 | 34 | 10 | 8  | 16 | 30 | 45 | -15 |
|        | 12.  | Piacenza   | 37 | 34 | 7  | 16 | 11 | 29 | 38 | -9  |
|        | 13.  | Empoli     | 37 | 34 | 10 | 7  | 17 | 50 | 58 | -8  |
|        | 14.  | Vicenza    | 36 | 34 | 9  | 9  | 16 | 36 | 61 | -25 |
|        | 15.  | Brescia    | 35 | 34 | 9  | 8  | 17 | 45 | 63 | -18 |
|        | 16.  | Atalanta   | 32 | 34 | 7  | 11 | 16 | 25 | 48 | -23 |
|        | 17.  | Lecce      | 26 | 34 | 6  | 8  | 20 | 32 | 72 | -40 |
|        | 18.  | Napoli     | 14 | 34 | 2  | 8  | 24 | 25 | 76 | -51 |

Legenda:
      Campione d'Italia e qualificata alla fase a gironi della UEFA Champions League 1998-1999.
      Qualificata al secondo turno di qualificazione della UEFA Champions League 1998-1999.
      Qualificate ai trentaduesimi di finale di Coppa UEFA 1998-1999.
      Qualificata ai sedicesimi di finale di Coppa delle Coppe 1998-1999.
      Ammesse al terzo o al secondo turno di  Coppa Intertoto UEFA 1998.
      Retrocesse in Serie B 1998-1999.
Regolamento:
Tre punti a vittoria, uno a pareggio, zero a sconfitta.
A parità di punti valeva la classifica avulsa, eccetto per l'assegnazione dello scudetto, dei posti salvezza-retrocessione e qualificazione-esclusione dalla Coppa UEFA per i quali era previsto uno spareggio.

### Squadra campione
| Formazione tipo | Giocatori (presenze)       |
| --- | -------------------------- |
| Peruzzi Birindelli Iuliano Montero Pessotto Di Livio Deschamps Conte Zidane Inzaghi Del Piero | Angelo Peruzzi (31)        |
| Peruzzi Birindelli Iuliano Montero Pessotto Di Livio Deschamps Conte Zidane Inzaghi Del Piero | Alessandro Birindelli (29) |
| Peruzzi Birindelli Iuliano Montero Pessotto Di Livio Deschamps Conte Zidane Inzaghi Del Piero | Mark Iuliano (25)          |
| Peruzzi Birindelli Iuliano Montero Pessotto Di Livio Deschamps Conte Zidane Inzaghi Del Piero | Paolo Montero (26)         |
| Peruzzi Birindelli Iuliano Montero Pessotto Di Livio Deschamps Conte Zidane Inzaghi Del Piero | Gianluca Pessotto (21)     |
| Peruzzi Birindelli Iuliano Montero Pessotto Di Livio Deschamps Conte Zidane Inzaghi Del Piero | Angelo Di Livio (30)       |
| Peruzzi Birindelli Iuliano Montero Pessotto Di Livio Deschamps Conte Zidane Inzaghi Del Piero | Didier Deschamps (25)      |
| Peruzzi Birindelli Iuliano Montero Pessotto Di Livio Deschamps Conte Zidane Inzaghi Del Piero | Antonio Conte (28)         |
| Peruzzi Birindelli Iuliano Montero Pessotto Di Livio Deschamps Conte Zidane Inzaghi Del Piero | Zinédine Zidane (32)       |
| Peruzzi Birindelli Iuliano Montero Pessotto Di Livio Deschamps Conte Zidane Inzaghi Del Piero | Filippo Inzaghi (31)       |
| Peruzzi Birindelli Iuliano Montero Pessotto Di Livio Deschamps Conte Zidane Inzaghi Del Piero | Alessandro Del Piero (32)  |
| Altri giocatori: Alessio Tacchinardi (23), Dimas (21), Fabio Pecchia (21), Moreno Torricelli (20), Edgar Davids (20), Ciro Ferrara (17), Daniel Fonseca (15), Nicola Amoruso (10), Michelangelo Rampulla (5), Marcelo Zalayeta (5), Salvatore Aronica (1), Michele Padovano (1), Marco Zamboni (1). |                            |

## Risultati

### Tabellone
|            | ATA  | BAR  | BOL  | BRE  | EMP  | FIO  | INT  | JUV  | LAZ  | LEC  | MIL  | NAP  | PAR  | PIA  | ROM  | SAM  | UDI  | VIC  |
| ---------- | ---- | ---- | ---- | ---- | ---- | ---- | ---- | ---- | ---- | ---- | ---- | ---- | ---- | ---- | ---- | ---- | ---- | ---- |
| Atalanta   | –––– | 2-0  | 4-2  | 0-1  | 1-0  | 1-0  | 1-2  | 1-1  | 0-0  | 0-0  | 1-2  | 1-0  | 0-0  | 2-2  | 0-1  | 0-2  | 1-1  | 1-3  |
| Bari       | 0-0  | –––– | 0-0  | 2-1  | 2-0  | 0-1  | 2-1  | 0-5  | 0-2  | 2-2  | 1-0  | 2-0  | 0-2  | 0-0  | 1-3  | 0-1  | 0-0  | 0-0  |
| Bologna    | 0-0  | 4-3  | –––– | 2-1  | 2-2  | 2-2  | 2-4  | 1-3  | 2-1  | 2-0  | 3-0  | 5-1  | 1-2  | 3-0  | 0-0  | 2-2  | 2-0  | 3-1  |
| Brescia    | 2-2  | 1-1  | 1-3  | –––– | 3-1  | 1-3  | 0-1  | 1-1  | 1-1  | 3-2  | 2-2  | 2-1  | 2-1  | 2-0  | 1-1  | 3-3  | 0-4  | 4-0  |
| Empoli     | 1-0  | 2-3  | 0-0  | 3-1  | –––– | 1-1  | 1-1  | 0-1  | 1-0  | 5-1  | 0-1  | 5-0  | 2-0  | 2-3  | 1-3  | 4-1  | 1-0  | 3-2  |
| Fiorentina | 5-0  | 3-1  | 1-1  | 5-1  | 1-2  | –––– | 1-1  | 3-0  | 1-3  | 5-0  | 2-0  | 4-0  | 1-1  | 1-1  | 0-0  | 1-1  | 1-0  | 1-1  |
| Inter      | 4-0  | 0-1  | 0-1  | 2-1  | 4-1  | 3-2  | –––– | 1-0  | 1-1  | 5-0  | 2-2  | 2-0  | 1-0  | 0-0  | 3-0  | 3-0  | 2-0  | 2-1  |
| Juventus   | 3-1  | 1-0  | 3-2  | 4-0  | 5-2  | 2-1  | 1-0  | –––– | 2-1  | 2-0  | 4-1  | 2-2  | 2-2  | 2-0  | 3-1  | 3-0  | 4-1  | 2-0  |
| Lazio      | 0-2  | 3-2  | 1-0  | 1-0  | 3-1  | 1-4  | 3-0  | 0-1  | –––– | 4-0  | 2-1  | 2-0  | 1-2  | 0-0  | 2-0  | 3-0  | 2-3  | 4-0  |
| Lecce      | 1-1  | 0-1  | 1-1  | 2-0  | 2-2  | 1-1  | 1-5  | 0-2  | 1-0  | –––– | 0-0  | 2-0  | 0-2  | 1-3  | 1-3  | 1-3  | 1-2  | 0-1  |
| Milan      | 3-0  | 2-0  | 0-0  | 2-1  | 3-1  | 0-2  | 0-3  | 1-1  | 1-1  | 1-2  | –––– | 0-0  | 1-1  | 1-0  | 0-0  | 1-0  | 0-0  | 0-1  |
| Napoli     | 0-1  | 2-2  | 0-0  | 0-3  | 2-1  | 1-1  | 0-2  | 1-2  | 0-0  | 2-4  | 1-2  | –––– | 0-4  | 1-2  | 0-2  | 0-2  | 1-3  | 2-0  |
| Parma      | 2-2  | 1-0  | 2-0  | 1-3  | 2-0  | 1-2  | 1-0  | 2-2  | 1-1  | 2-1  | 3-1  | 3-1  | –––– | 1-1  | 0-2  | 2-2  | 4-0  | 2-1  |
| Piacenza   | 3-0  | 0-1  | 0-0  | 0-0  | 0-0  | 0-0  | 0-1  | 1-1  | 0-0  | 1-0  | 1-1  | 1-0  | 1-3  | –––– | 3-3  | 1-0  | 0-2  | 1-1  |
| Roma       | 3-0  | 2-1  | 2-1  | 5-0  | 4-3  | 4-1  | 1-2  | 0-0  | 1-3  | 3-1  | 5-0  | 6-2  | 2-2  | 1-1  | –––– | 2-0  | 1-2  | 2-2  |
| Sampdoria  | 2-0  | 1-0  | 2-3  | 2-1  | 3-0  | 2-0  | 1-1  | 1-1  | 0-4  | 1-1  | 0-3  | 6-3  | 5-2  | 3-1  | 1-1  | –––– | 0-3  | 2-1  |
| Udinese    | 1-0  | 2-0  | 4-3  | 3-1  | 2-2  | 2-3  | 1-0  | 1-1  | 0-2  | 6-0  | 2-1  | 1-1  | 1-1  | 2-0  | 4-2  | 3-2  | –––– | 3-0  |
| Vicenza    | 1-0  | 1-2  | 3-2  | 2-1  | 1-0  | 1-5  | 1-3  | 0-0  | 2-1  | 1-3  | 1-4  | 1-1  | 0-0  | 3-2  | 1-1  | 1-1  | 1-3  | –––– |

### Calendario
Il calendario fu sorteggiato il 31 luglio 1997. Le soste per la nazionale erano in programma il 7 settembre e il 12 ottobre. Il 28 dicembre si osservò invece la pausa natalizia.
La partecipazione degli azzurri ai play-off per l'accesso al campionato del mondo 1998, costrinse a 2 ulteriori soste, il 26 ottobre e 15 novembre: il calendario slittò, pertanto, in avanti di una settimana. Fu anche inserito un turno infrasettimanale, l'11 febbraio 1998.
| andata (1ª) | andata (1ª) | 1ª giornata        | ritorno (18ª) | ritorno (18ª) |
|             |             |                    |               |               |
| 31 ago.     | 4-2         | Atalanta-Bologna   | 0-0           | 1º feb.       |
| 31 ago.     | 0-2         | Bari-Parma         | 0-1           | 1º feb.       |
| 31 ago.     | 1-3         | Empoli-Roma        | 3-4           | 1º feb.       |
| 31 ago.     | 2-1         | Inter-Brescia      | 1-0           | 1º feb.       |
| 31 ago.     | 2-0         | Juventus-Lecce     | 2-0           | 1º feb.       |
| 31 ago.     | 2-0         | Lazio-Napoli       | 0-0           | 1º feb.       |
| 31 ago.     | 1-1         | Piacenza-Milan     | 0-1           | 1º feb.       |
| 31 ago.     | 2-1         | Sampdoria-Vicenza  | 1-1           | 1º feb.       |
| 31 ago.     | 2-3         | Udinese-Fiorentina | 0-1           | 1º feb.       |

| andata (2ª) | andata (2ª) | 2ª giornata       | ritorno (19ª) | ritorno (19ª) |
|             |             |                   |               |               |
| 14 set.     | 2-4         | Bologna-Inter     | 1-0           | 8 feb.        |
| 13 set.     | 3-3         | Brescia-Sampdoria | 1-2           | 8 feb.        |
| 14 set.     | 3-1         | Fiorentina-Bari   | 1-0           | 8 feb.        |
| 13 set.     | 1-2         | Lecce-Udinese     | 0-6           | 8 feb.        |
| 13 set.     | 1-1         | Milan-Lazio       | 1-2           | 8 feb.        |
| 14 set.     | 2-1         | Napoli-Empoli     | 0-5           | 8 feb.        |
| 14 set.     | 2-2         | Parma-Atalanta    | 0-0           | 8 feb.        |
| 14 set.     | 0-0         | Roma-Juventus     | 1-3           | 8 feb.        |
| 14 set.     | 3-2         | Vicenza-Piacenza  | 1-1           | 8 feb.        |

| andata (1ª) | andata (1ª) | 1ª giornata        | ritorno (18ª) | ritorno (18ª) |
|             |             |                    |               |               |
| 31 ago.     | 4-2         | Atalanta-Bologna   | 0-0           | 1º feb.       |
| 31 ago.     | 0-2         | Bari-Parma         | 0-1           | 1º feb.       |
| 31 ago.     | 1-3         | Empoli-Roma        | 3-4           | 1º feb.       |
| 31 ago.     | 2-1         | Inter-Brescia      | 1-0           | 1º feb.       |
| 31 ago.     | 2-0         | Juventus-Lecce     | 2-0           | 1º feb.       |
| 31 ago.     | 2-0         | Lazio-Napoli       | 0-0           | 1º feb.       |
| 31 ago.     | 1-1         | Piacenza-Milan     | 0-1           | 1º feb.       |
| 31 ago.     | 2-1         | Sampdoria-Vicenza  | 1-1           | 1º feb.       |
| 31 ago.     | 2-3         | Udinese-Fiorentina | 0-1           | 1º feb.       |

| andata (2ª) | andata (2ª) | 2ª giornata       | ritorno (19ª) | ritorno (19ª) |
|             |             |                   |               |               |
| 14 set.     | 2-4         | Bologna-Inter     | 1-0           | 8 feb.        |
| 13 set.     | 3-3         | Brescia-Sampdoria | 1-2           | 8 feb.        |
| 14 set.     | 3-1         | Fiorentina-Bari   | 1-0           | 8 feb.        |
| 13 set.     | 1-2         | Lecce-Udinese     | 0-6           | 8 feb.        |
| 13 set.     | 1-1         | Milan-Lazio       | 1-2           | 8 feb.        |
| 14 set.     | 2-1         | Napoli-Empoli     | 0-5           | 8 feb.        |
| 14 set.     | 2-2         | Parma-Atalanta    | 0-0           | 8 feb.        |
| 14 set.     | 0-0         | Roma-Juventus     | 1-3           | 8 feb.        |
| 14 set.     | 3-2         | Vicenza-Piacenza  | 1-1           | 8 feb.        |

| andata (3ª) | andata (3ª) | 3ª giornata        | ritorno (20ª) | ritorno (20ª) |
|             |             |                    |               |               |
| 21 set.     | 0-2         | Atalanta-Sampdoria | 0-2           | 11 feb.       |
| 21 set.     | 0-0         | Bari-Bologna       | 3-4           | 11 feb.       |
| 21 set.     | 1-0         | Empoli-Lazio       | 1-3           | 11 feb.       |
| 21 set.     | 3-2         | Inter-Fiorentina   | 1-1           | 11 feb.       |
| 21 set.     | 4-0         | Juventus-Brescia   | 1-1           | 11 feb.       |
| 21 set.     | 1-3         | Piacenza-Parma     | 1-1           | 11 feb.       |
| 21 set.     | 3-1         | Roma-Lecce         | 3-1           | 11 feb.       |
| 21 set.     | 2-1         | Udinese-Milan      | 0-0           | 11 feb.       |
| 21 set.     | 1-1         | Vicenza-Napoli     | 0-2           | 11 feb.       |

| andata (4ª) | andata (4ª) | 4ª giornata        | ritorno (21ª) | ritorno (21ª) |
|             |             |                    |               |               |
| 28 set.     | 0-0         | Bologna-Roma       | 1-2           | 15 feb.       |
| 28 set.     | 2-0         | Brescia-Piacenza   | 0-0           | 15 feb.       |
| 28 set.     | 1-2         | Fiorentina-Empoli  | 1-1           | 15 feb.       |
| 27 set.     | 3-2         | Lazio-Bari         | 2-0           | 15 feb.       |
| 27 set.     | 1-5         | Lecce-Inter        | 0-5           | 15 feb.       |
| 28 set.     | 0-1         | Milan-Vicenza      | 4-1           | 15 feb.       |
| 28 set.     | 0-1         | Napoli-Atalanta    | 0-1           | 15 feb.       |
| 27 set.     | 4-0         | Parma-Udinese      | 1-1           | 15 feb.       |
| 27 set.     | 1-1         | Sampdoria-Juventus | 0-3           | 15 feb.       |

| andata (3ª) | andata (3ª) | 3ª giornata        | ritorno (20ª) | ritorno (20ª) |
|             |             |                    |               |               |
| 21 set.     | 0-2         | Atalanta-Sampdoria | 0-2           | 11 feb.       |
| 21 set.     | 0-0         | Bari-Bologna       | 3-4           | 11 feb.       |
| 21 set.     | 1-0         | Empoli-Lazio       | 1-3           | 11 feb.       |
| 21 set.     | 3-2         | Inter-Fiorentina   | 1-1           | 11 feb.       |
| 21 set.     | 4-0         | Juventus-Brescia   | 1-1           | 11 feb.       |
| 21 set.     | 1-3         | Piacenza-Parma     | 1-1           | 11 feb.       |
| 21 set.     | 3-1         | Roma-Lecce         | 3-1           | 11 feb.       |
| 21 set.     | 2-1         | Udinese-Milan      | 0-0           | 11 feb.       |
| 21 set.     | 1-1         | Vicenza-Napoli     | 0-2           | 11 feb.       |

| andata (4ª) | andata (4ª) | 4ª giornata        | ritorno (21ª) | ritorno (21ª) |
|             |             |                    |               |               |
| 28 set.     | 0-0         | Bologna-Roma       | 1-2           | 15 feb.       |
| 28 set.     | 2-0         | Brescia-Piacenza   | 0-0           | 15 feb.       |
| 28 set.     | 1-2         | Fiorentina-Empoli  | 1-1           | 15 feb.       |
| 27 set.     | 3-2         | Lazio-Bari         | 2-0           | 15 feb.       |
| 27 set.     | 1-5         | Lecce-Inter        | 0-5           | 15 feb.       |
| 28 set.     | 0-1         | Milan-Vicenza      | 4-1           | 15 feb.       |
| 28 set.     | 0-1         | Napoli-Atalanta    | 0-1           | 15 feb.       |
| 27 set.     | 4-0         | Parma-Udinese      | 1-1           | 15 feb.       |
| 27 set.     | 1-1         | Sampdoria-Juventus | 0-3           | 15 feb.       |

| andata (5ª) | andata (5ª) | 5ª giornata         | ritorno (22ª) | ritorno (22ª) |
|             |             |                     |               |               |
| 5 ott.      | 0-1         | Atalanta-Brescia    | 2-2           | 22 feb.       |
| 5 ott.      | 0-1         | Empoli-Milan        | 1-3           | 22 feb.       |
| 5 ott.      | 1-1         | Inter-Lazio         | 0-3           | 22 feb.       |
| 5 ott.      | 2-1         | Juventus-Fiorentina | 0-3           | 22 feb.       |
| 5 ott.      | 0-1         | Lecce-Bari          | 2-2           | 22 feb.       |
| 5 ott.      | 0-0         | Piacenza-Bologna    | 0-3           | 22 feb.       |
| 5 ott.      | 6-2         | Roma-Napoli         | 2-0           | 22 feb.       |
| 5 ott.      | 3-2         | Udinese-Sampdoria   | 3-0           | 22 feb.       |
| 5 ott.      | 0-0         | Vicenza-Parma       | 1-2           | 22 feb.       |

| andata (6ª) | andata (6ª) | 6ª giornata        | ritorno (23ª) | ritorno (23ª) |
|             |             |                    |               |               |
| 19 ott.     | 0-5         | Bari-Juventus      | 0-1           | 28 feb.       |
| 19 ott.     | 4-0         | Brescia-Vicenza    | 1-2           | 1º mar.       |
| 19 ott.     | 0-0         | Fiorentina-Roma    | 1-4           | 1º mar.       |
| 18 ott.     | 0-2         | Lazio-Atalanta     | 0-0           | 28 feb.       |
| 19 ott.     | 1-2         | Milan-Lecce        | 0-0           | 1º mar.       |
| 18 ott.     | 0-2         | Napoli-Inter       | 0-2           | 28 feb.       |
| 19 ott.     | 2-0         | Parma-Bologna      | 2-1           | 1º mar.       |
| 19 ott.     | 3-1         | Sampdoria-Piacenza | 0-1           | 1º mar.       |
| 18 ott.     | 2-2         | Udinese-Empoli     | 0-1           | 1º mar.       |

| andata (5ª) | andata (5ª) | 5ª giornata         | ritorno (22ª) | ritorno (22ª) |
|             |             |                     |               |               |
| 5 ott.      | 0-1         | Atalanta-Brescia    | 2-2           | 22 feb.       |
| 5 ott.      | 0-1         | Empoli-Milan        | 1-3           | 22 feb.       |
| 5 ott.      | 1-1         | Inter-Lazio         | 0-3           | 22 feb.       |
| 5 ott.      | 2-1         | Juventus-Fiorentina | 0-3           | 22 feb.       |
| 5 ott.      | 0-1         | Lecce-Bari          | 2-2           | 22 feb.       |
| 5 ott.      | 0-0         | Piacenza-Bologna    | 0-3           | 22 feb.       |
| 5 ott.      | 6-2         | Roma-Napoli         | 2-0           | 22 feb.       |
| 5 ott.      | 3-2         | Udinese-Sampdoria   | 3-0           | 22 feb.       |
| 5 ott.      | 0-0         | Vicenza-Parma       | 1-2           | 22 feb.       |

| andata (6ª) | andata (6ª) | 6ª giornata        | ritorno (23ª) | ritorno (23ª) |
|             |             |                    |               |               |
| 19 ott.     | 0-5         | Bari-Juventus      | 0-1           | 28 feb.       |
| 19 ott.     | 4-0         | Brescia-Vicenza    | 1-2           | 1º mar.       |
| 19 ott.     | 0-0         | Fiorentina-Roma    | 1-4           | 1º mar.       |
| 18 ott.     | 0-2         | Lazio-Atalanta     | 0-0           | 28 feb.       |
| 19 ott.     | 1-2         | Milan-Lecce        | 0-0           | 1º mar.       |
| 18 ott.     | 0-2         | Napoli-Inter       | 0-2           | 28 feb.       |
| 19 ott.     | 2-0         | Parma-Bologna      | 2-1           | 1º mar.       |
| 19 ott.     | 3-1         | Sampdoria-Piacenza | 0-1           | 1º mar.       |
| 18 ott.     | 2-2         | Udinese-Empoli     | 0-1           | 1º mar.       |

| andata (7ª) | andata (7ª) | 7ª giornata         | ritorno (24ª) | ritorno (24ª) |
|             |             |                     |               |               |
| 2 nov.      | 1-3         | Atalanta-Vicenza    | 0-1           | 8 mar.        |
| 2 nov.      | 5-1         | Bologna-Napoli      | 0-0           | 8 mar.        |
| 2 nov.      | 2-3         | Empoli-Bari         | 0-2           | 8 mar.        |
| 1° nov.     | 1-0         | Inter-Parma         | 0-1           | 8 mar.        |
| 1° nov.     | 4-1         | Juventus-Udinese    | 1-1           | 8 mar.        |
| 2 nov.      | 2-0         | Lecce-Brescia       | 2-3           | 8 mar.        |
| 2 nov.      | 0-0         | Piacenza-Fiorentina | 1-1           | 8 mar.        |
| 1° nov.     | 1-3         | Roma-Lazio          | 0-2           | 8 mar.        |
| 2 nov.      | 0-3         | Sampdoria-Milan     | 0-1           | 8 mar.        |

| andata (8ª) | andata (8ª) | 8ª giornata      | ritorno (25ª) | ritorno (25ª) |
|             |             |                  |               |               |
| 9 nov.      | 1-2         | Atalanta-Inter   | 0-4           | 14 mar.       |
| 9 nov.      | 1-3         | Bari-Roma        | 1-2           | 15 mar.       |
| 9 nov.      | 5-0         | Fiorentina-Lecce | 1-1           | 15 mar.       |
| 9 nov.      | 3-0         | Lazio-Sampdoria  | 4-0           | 14 mar.       |
| 9 nov.      | 2-1         | Milan-Brescia    | 2-2           | 15 mar.       |
| 9 nov.      | 1-2         | Napoli-Juventus  | 2-2           | 14 mar.       |
| 9 nov.      | 2-0         | Parma-Empoli     | 0-2           | 15 mar.       |
| 9 nov.      | 2-0         | Udinese-Piacenza | 2-0           | 15 mar.       |
| 9 nov.      | 3-2         | Vicenza-Bologna  | 1-3           | 14 mar.       |

| andata (7ª) | andata (7ª) | 7ª giornata         | ritorno (24ª) | ritorno (24ª) |
|             |             |                     |               |               |
| 2 nov.      | 1-3         | Atalanta-Vicenza    | 0-1           | 8 mar.        |
| 2 nov.      | 5-1         | Bologna-Napoli      | 0-0           | 8 mar.        |
| 2 nov.      | 2-3         | Empoli-Bari         | 0-2           | 8 mar.        |
| 1° nov.     | 1-0         | Inter-Parma         | 0-1           | 8 mar.        |
| 1° nov.     | 4-1         | Juventus-Udinese    | 1-1           | 8 mar.        |
| 2 nov.      | 2-0         | Lecce-Brescia       | 2-3           | 8 mar.        |
| 2 nov.      | 0-0         | Piacenza-Fiorentina | 1-1           | 8 mar.        |
| 1° nov.     | 1-3         | Roma-Lazio          | 0-2           | 8 mar.        |
| 2 nov.      | 0-3         | Sampdoria-Milan     | 0-1           | 8 mar.        |

| andata (8ª) | andata (8ª) | 8ª giornata      | ritorno (25ª) | ritorno (25ª) |
|             |             |                  |               |               |
| 9 nov.      | 1-2         | Atalanta-Inter   | 0-4           | 14 mar.       |
| 9 nov.      | 1-3         | Bari-Roma        | 1-2           | 15 mar.       |
| 9 nov.      | 5-0         | Fiorentina-Lecce | 1-1           | 15 mar.       |
| 9 nov.      | 3-0         | Lazio-Sampdoria  | 4-0           | 14 mar.       |
| 9 nov.      | 2-1         | Milan-Brescia    | 2-2           | 15 mar.       |
| 9 nov.      | 1-2         | Napoli-Juventus  | 2-2           | 14 mar.       |
| 9 nov.      | 2-0         | Parma-Empoli     | 0-2           | 15 mar.       |
| 9 nov.      | 2-0         | Udinese-Piacenza | 2-0           | 15 mar.       |
| 9 nov.      | 3-2         | Vicenza-Bologna  | 1-3           | 14 mar.       |

| andata (9ª) | andata (9ª) | 9ª giornata        | ritorno (26ª) | ritorno (26ª) |
|             |             |                    |               |               |
| 23 nov.     | 2-2         | Bologna-Fiorentina | 1-1           | 22 mar.       |
| 23 nov.     | 0-4         | Brescia-Udinese    | 1-3           | 22 mar.       |
| 23 nov.     | 1-0         | Empoli-Atalanta    | 0-1           | 22 mar.       |
| 22 nov.     | 2-2         | Inter-Milan        | 3-0           | 22 mar.       |
| 23 nov.     | 2-2         | Juventus-Parma     | 2-2           | 22 mar.       |
| 23 nov.     | 2-0         | Lecce-Napoli       | 4-2           | 22 mar.       |
| 22 nov.     | 0-0         | Piacenza-Lazio     | 0-0           | 22 mar.       |
| 23 nov.     | 2-2         | Roma-Vicenza       | 1-1           | 22 mar.       |
| 23 nov.     | 1-0         | Sampdoria-Bari     | 1-0           | 22 mar.       |

| andata (10ª) | andata (10ª) | 10ª giornata      | ritorno (27ª) | ritorno (27ª) |
|              |              |                   |               |               |
| 30 nov.      | 0-0          | Atalanta-Lecce    | 1-1           | 29 mar.       |
| 30 nov.      | 2-1          | Bari-Brescia      | 1-1           | 29 mar.       |
| 30 nov.      | 2-2          | Bologna-Sampdoria | 3-2           | 29 mar.       |
| 30 nov.      | 2-3          | Empoli-Piacenza   | 0-0           | 29 mar.       |
| 30 nov.      | 2-3          | Lazio-Udinese     | 2-0           | 28 mar.       |
| 30 nov.      | 1-1          | Milan-Juventus    | 1-4           | 28 mar.       |
| 30 nov.      | 1-1          | Napoli-Fiorentina | 0-4           | 29 mar.       |
| 30 nov.      | 0-2          | Parma-Roma        | 2-2           | 29 mar.       |
| 30 nov.      | 1-3          | Vicenza-Inter     | 1-2           | 28 mar.       |

| andata (9ª) | andata (9ª) | 9ª giornata        | ritorno (26ª) | ritorno (26ª) |
|             |             |                    |               |               |
| 23 nov.     | 2-2         | Bologna-Fiorentina | 1-1           | 22 mar.       |
| 23 nov.     | 0-4         | Brescia-Udinese    | 1-3           | 22 mar.       |
| 23 nov.     | 1-0         | Empoli-Atalanta    | 0-1           | 22 mar.       |
| 22 nov.     | 2-2         | Inter-Milan        | 3-0           | 22 mar.       |
| 23 nov.     | 2-2         | Juventus-Parma     | 2-2           | 22 mar.       |
| 23 nov.     | 2-0         | Lecce-Napoli       | 4-2           | 22 mar.       |
| 22 nov.     | 0-0         | Piacenza-Lazio     | 0-0           | 22 mar.       |
| 23 nov.     | 2-2         | Roma-Vicenza       | 1-1           | 22 mar.       |
| 23 nov.     | 1-0         | Sampdoria-Bari     | 1-0           | 22 mar.       |

| andata (10ª) | andata (10ª) | 10ª giornata      | ritorno (27ª) | ritorno (27ª) |
|              |              |                   |               |               |
| 30 nov.      | 0-0          | Atalanta-Lecce    | 1-1           | 29 mar.       |
| 30 nov.      | 2-1          | Bari-Brescia      | 1-1           | 29 mar.       |
| 30 nov.      | 2-2          | Bologna-Sampdoria | 3-2           | 29 mar.       |
| 30 nov.      | 2-3          | Empoli-Piacenza   | 0-0           | 29 mar.       |
| 30 nov.      | 2-3          | Lazio-Udinese     | 2-0           | 28 mar.       |
| 30 nov.      | 1-1          | Milan-Juventus    | 1-4           | 28 mar.       |
| 30 nov.      | 1-1          | Napoli-Fiorentina | 0-4           | 29 mar.       |
| 30 nov.      | 0-2          | Parma-Roma        | 2-2           | 29 mar.       |
| 30 nov.      | 1-3          | Vicenza-Inter     | 1-2           | 28 mar.       |

| andata (11ª) | andata (11ª) | 11ª giornata     | ritorno (28ª) | ritorno (28ª) |
|              |              |                  |               |               |
| 7 dic.       | 3-1          | Brescia-Empoli   | 1-3           | 5 apr.        |
| 7 dic.       | 1-1          | Fiorentina-Parma | 2-1           | 5 apr.        |
| 6 dic.       | 2-1          | Juventus-Lazio   | 1-0           | 5 apr.        |
| 7 dic.       | 0-1          | Lecce-Vicenza    | 3-1           | 5 apr.        |
| 7 dic.       | 2-0          | Milan-Bari       | 0-1           | 5 apr.        |
| 7 dic.       | 1-0          | Piacenza-Napoli  | 2-1           | 5 apr.        |
| 7 dic.       | 3-0          | Roma-Atalanta    | 1-0           | 5 apr.        |
| 6 dic.       | 1-1          | Sampdoria-Inter  | 0-3           | 5 apr.        |
| 7 dic.       | 4-3          | Udinese-Bologna  | 0-2           | 5 apr.        |

| andata (12ª) | andata (12ª) | 12ª giornata       | ritorno (29ª) | ritorno (29ª) |
|              |              |                    |               |               |
| 14 dic.      | 1-2          | Atalanta-Milan     | 0-3           | 11 apr.       |
| 14 dic.      | 0-0          | Bari-Udinese       | 0-2           | 11 apr.       |
| 14 dic.      | 2-0          | Bologna-Lecce      | 1-1           | 11 apr.       |
| 14 dic.      | 4-1          | Empoli-Sampdoria   | 0-3           | 11 apr.       |
| 14 dic.      | 3-0          | Inter-Roma         | 2-1           | 11 apr.       |
| 14 dic.      | 1-0          | Lazio-Brescia      | 1-1           | 11 apr.       |
| 14 dic.      | 0-4          | Napoli-Parma       | 1-3           | 11 apr.       |
| 14 dic.      | 1-1          | Piacenza-Juventus  | 0-2           | 11 apr.       |
| 14 dic.      | 1-5          | Vicenza-Fiorentina | 1-1           | 11 apr.       |

| andata (11ª) | andata (11ª) | 11ª giornata     | ritorno (28ª) | ritorno (28ª) |
|              |              |                  |               |               |
| 7 dic.       | 3-1          | Brescia-Empoli   | 1-3           | 5 apr.        |
| 7 dic.       | 1-1          | Fiorentina-Parma | 2-1           | 5 apr.        |
| 6 dic.       | 2-1          | Juventus-Lazio   | 1-0           | 5 apr.        |
| 7 dic.       | 0-1          | Lecce-Vicenza    | 3-1           | 5 apr.        |
| 7 dic.       | 2-0          | Milan-Bari       | 0-1           | 5 apr.        |
| 7 dic.       | 1-0          | Piacenza-Napoli  | 2-1           | 5 apr.        |
| 7 dic.       | 3-0          | Roma-Atalanta    | 1-0           | 5 apr.        |
| 6 dic.       | 1-1          | Sampdoria-Inter  | 0-3           | 5 apr.        |
| 7 dic.       | 4-3          | Udinese-Bologna  | 0-2           | 5 apr.        |

| andata (12ª) | andata (12ª) | 12ª giornata       | ritorno (29ª) | ritorno (29ª) |
|              |              |                    |               |               |
| 14 dic.      | 1-2          | Atalanta-Milan     | 0-3           | 11 apr.       |
| 14 dic.      | 0-0          | Bari-Udinese       | 0-2           | 11 apr.       |
| 14 dic.      | 2-0          | Bologna-Lecce      | 1-1           | 11 apr.       |
| 14 dic.      | 4-1          | Empoli-Sampdoria   | 0-3           | 11 apr.       |
| 14 dic.      | 3-0          | Inter-Roma         | 2-1           | 11 apr.       |
| 14 dic.      | 1-0          | Lazio-Brescia      | 1-1           | 11 apr.       |
| 14 dic.      | 0-4          | Napoli-Parma       | 1-3           | 11 apr.       |
| 14 dic.      | 1-1          | Piacenza-Juventus  | 0-2           | 11 apr.       |
| 14 dic.      | 1-5          | Vicenza-Fiorentina | 1-1           | 11 apr.       |

| andata (13ª) | andata (13ª) | 13ª giornata        | ritorno (30ª) | ritorno (30ª) |
|              |              |                     |               |               |
| 21 dic.      | 0-0          | Bari-Piacenza       | 1-0           | 19 apr.       |
| 21 dic.      | 1-1          | Brescia-Roma        | 0-5           | 19 apr.       |
| 21 dic.      | 5-0          | Fiorentina-Atalanta | 0-1           | 19 apr.       |
| 21 dic.      | 5-2          | Juventus-Empoli     | 1-0           | 19 apr.       |
| 21 dic.      | 4-0          | Lazio-Vicenza       | 1-2           | 19 apr.       |
| 21 dic.      | 0-0          | Milan-Bologna       | 0-3           | 19 apr.       |
| 21 dic.      | 2-1          | Parma-Lecce         | 2-0           | 19 apr.       |
| 21 dic.      | 6-3          | Sampdoria-Napoli    | 2-0           | 19 apr.       |
| 21 dic.      | 1-0          | Udinese-Inter       | 0-2           | 19 apr.       |

| andata (14ª) | andata (14ª) | 14ª giornata         | ritorno (31ª) | ritorno (31ª) |
|              |              |                      |               |               |
| 4 gen.       | 2-2          | Atalanta-Piacenza    | 0-3           | 26 apr.       |
| 4 gen.       | 2-1          | Bologna-Brescia      | 3-1           | 26 apr.       |
| 4 gen.       | 1-1          | Fiorentina-Sampdoria | 0-2           | 26 apr.       |
| 4 gen.       | 1-0          | Inter-Juventus       | 0-1           | 26 apr.       |
| 4 gen.       | 2-2          | Lecce-Empoli         | 1-5           | 26 apr.       |
| 4 gen.       | 1-2          | Napoli-Milan         | 0-0           | 26 apr.       |
| 4 gen.       | 1-1          | Parma-Lazio          | 2-1           | 26 apr.       |
| 4 gen.       | 1-2          | Roma-Udinese         | 2-4           | 26 apr.       |
| 4 gen.       | 1-2          | Vicenza-Bari         | 0-0           | 26 apr.       |

| andata (13ª) | andata (13ª) | 13ª giornata        | ritorno (30ª) | ritorno (30ª) |
|              |              |                     |               |               |
| 21 dic.      | 0-0          | Bari-Piacenza       | 1-0           | 19 apr.       |
| 21 dic.      | 1-1          | Brescia-Roma        | 0-5           | 19 apr.       |
| 21 dic.      | 5-0          | Fiorentina-Atalanta | 0-1           | 19 apr.       |
| 21 dic.      | 5-2          | Juventus-Empoli     | 1-0           | 19 apr.       |
| 21 dic.      | 4-0          | Lazio-Vicenza       | 1-2           | 19 apr.       |
| 21 dic.      | 0-0          | Milan-Bologna       | 0-3           | 19 apr.       |
| 21 dic.      | 2-1          | Parma-Lecce         | 2-0           | 19 apr.       |
| 21 dic.      | 6-3          | Sampdoria-Napoli    | 2-0           | 19 apr.       |
| 21 dic.      | 1-0          | Udinese-Inter       | 0-2           | 19 apr.       |

| andata (14ª) | andata (14ª) | 14ª giornata         | ritorno (31ª) | ritorno (31ª) |
|              |              |                      |               |               |
| 4 gen.       | 2-2          | Atalanta-Piacenza    | 0-3           | 26 apr.       |
| 4 gen.       | 2-1          | Bologna-Brescia      | 3-1           | 26 apr.       |
| 4 gen.       | 1-1          | Fiorentina-Sampdoria | 0-2           | 26 apr.       |
| 4 gen.       | 1-0          | Inter-Juventus       | 0-1           | 26 apr.       |
| 4 gen.       | 2-2          | Lecce-Empoli         | 1-5           | 26 apr.       |
| 4 gen.       | 1-2          | Napoli-Milan         | 0-0           | 26 apr.       |
| 4 gen.       | 1-1          | Parma-Lazio          | 2-1           | 26 apr.       |
| 4 gen.       | 1-2          | Roma-Udinese         | 2-4           | 26 apr.       |
| 4 gen.       | 1-2          | Vicenza-Bari         | 0-0           | 26 apr.       |

| andata (15ª) | andata (15ª) | 15ª giornata       | ritorno (32ª) | ritorno (32ª) |
|              |              |                    |               |               |
| 11 gen.      | 0-0          | Bari-Atalanta      | 0-2           | 3 mag.        |
| 11 gen.      | 1-3          | Brescia-Fiorentina | 1-5           | 3 mag.        |
| 11 gen.      | 0-0          | Empoli-Bologna     | 2-2           | 3 mag.        |
| 11 gen.      | 2-0          | Juventus-Vicenza   | 0-0           | 3 mag.        |
| 11 gen.      | 4-0          | Lazio-Lecce        | 0-1           | 2 mag.        |
| 11 gen.      | 0-0          | Milan-Roma         | 0-5           | 3 mag.        |
| 11 gen.      | 0-1          | Piacenza-Inter     | 0-0           | 3 mag.        |
| 11 gen.      | 5-2          | Sampdoria-Parma    | 2-2           | 3 mag.        |
| 11 gen.      | 1-1          | Udinese-Napoli     | 3-1           | 3 mag.        |

| andata (16ª) | andata (16ª) | 16ª giornata     | ritorno (33ª) | ritorno (33ª) |
|              |              |                  |               |               |
| 18 gen.      | 1-1          | Atalanta-Udinese | 0-1           | 10 mag.       |
| 18 gen.      | 1-3          | Bologna-Juventus | 2-3           | 10 mag.       |
| 18 gen.      | 1-3          | Fiorentina-Lazio | 4-1           | 10 mag.       |
| 18 gen.      | 0-1          | Inter-Bari       | 1-2           | 10 mag.       |
| 18 gen.      | 1-3          | Lecce-Sampdoria  | 1-1           | 10 mag.       |
| 18 gen.      | 0-3          | Napoli-Brescia   | 1-2           | 10 mag.       |
| 18 gen.      | 3-1          | Parma-Milan      | 1-1           | 10 mag.       |
| 18 gen.      | 1-1          | Roma-Piacenza    | 3-3           | 10 mag.       |
| 18 gen.      | 1-0          | Vicenza-Empoli   | 2-3           | 10 mag.       |

| andata (15ª) | andata (15ª) | 15ª giornata       | ritorno (32ª) | ritorno (32ª) |
|              |              |                    |               |               |
| 11 gen.      | 0-0          | Bari-Atalanta      | 0-2           | 3 mag.        |
| 11 gen.      | 1-3          | Brescia-Fiorentina | 1-5           | 3 mag.        |
| 11 gen.      | 0-0          | Empoli-Bologna     | 2-2           | 3 mag.        |
| 11 gen.      | 2-0          | Juventus-Vicenza   | 0-0           | 3 mag.        |
| 11 gen.      | 4-0          | Lazio-Lecce        | 0-1           | 2 mag.        |
| 11 gen.      | 0-0          | Milan-Roma         | 0-5           | 3 mag.        |
| 11 gen.      | 0-1          | Piacenza-Inter     | 0-0           | 3 mag.        |
| 11 gen.      | 5-2          | Sampdoria-Parma    | 2-2           | 3 mag.        |
| 11 gen.      | 1-1          | Udinese-Napoli     | 3-1           | 3 mag.        |

| andata (16ª) | andata (16ª) | 16ª giornata     | ritorno (33ª) | ritorno (33ª) |
|              |              |                  |               |               |
| 18 gen.      | 1-1          | Atalanta-Udinese | 0-1           | 10 mag.       |
| 18 gen.      | 1-3          | Bologna-Juventus | 2-3           | 10 mag.       |
| 18 gen.      | 1-3          | Fiorentina-Lazio | 4-1           | 10 mag.       |
| 18 gen.      | 0-1          | Inter-Bari       | 1-2           | 10 mag.       |
| 18 gen.      | 1-3          | Lecce-Sampdoria  | 1-1           | 10 mag.       |
| 18 gen.      | 0-3          | Napoli-Brescia   | 1-2           | 10 mag.       |
| 18 gen.      | 3-1          | Parma-Milan      | 1-1           | 10 mag.       |
| 18 gen.      | 1-1          | Roma-Piacenza    | 3-3           | 10 mag.       |
| 18 gen.      | 1-0          | Vicenza-Empoli   | 2-3           | 10 mag.       |

| \| andata (17ª) \| andata (17ª) \| 17ª giornata \| ritorno (34ª) \| ritorno (34ª) \| \| \| \| \| \| \| \| 25 gen. \| 2-0 \| Bari-Napoli \| 2-2 \| 16 mag. \| \| 25 gen. \| 2-1 \| Brescia-Parma \| 3-1 \| 16 mag. \| \| 25 gen. \| 1-1 \| Empoli-Inter \| 1-4 \| 16 mag. \| \| 25 gen. \| 3-1 \| Juventus-Atalanta \| 1-1 \| 16 mag. \| \| 25 gen. \| 1-0 \| Lazio-Bologna \| 1-2 \| 16 mag. \| \| 25 gen. \| 0-2 \| Milan-Fiorentina \| 0-2 \| 16 mag. \| \| 25 gen. \| 1-0 \| Piacenza-Lecce \| 3-1 \| 16 mag. \| \| 25 gen. \| 1-1 \| Sampdoria-Roma \| 0-2 \| 16 mag. \| \| 25 gen. \| 3-0 \| Udinese-Vicenza \| 3-1 \| 16 mag. \| |              |                   |               |               |
| andata (17ª) | andata (17ª) | 17ª giornata      | ritorno (34ª) | ritorno (34ª) |
| |              |                   |               |               |
| 25 gen. | 2-0          | Bari-Napoli       | 2-2           | 16 mag.       |
| 25 gen. | 2-1          | Brescia-Parma     | 3-1           | 16 mag.       |
| 25 gen. | 1-1          | Empoli-Inter      | 1-4           | 16 mag.       |
| 25 gen. | 3-1          | Juventus-Atalanta | 1-1           | 16 mag.       |
| 25 gen. | 1-0          | Lazio-Bologna     | 1-2           | 16 mag.       |
| 25 gen. | 0-2          | Milan-Fiorentina  | 0-2           | 16 mag.       |
| 25 gen. | 1-0          | Piacenza-Lecce    | 3-1           | 16 mag.       |
| 25 gen. | 1-1          | Sampdoria-Roma    | 0-2           | 16 mag.       |
| 25 gen. | 3-0          | Udinese-Vicenza   | 3-1           | 16 mag.       |

| andata (17ª) | andata (17ª) | 17ª giornata      | ritorno (34ª) | ritorno (34ª) |
|              |              |                   |               |               |
| 25 gen.      | 2-0          | Bari-Napoli       | 2-2           | 16 mag.       |
| 25 gen.      | 2-1          | Brescia-Parma     | 3-1           | 16 mag.       |
| 25 gen.      | 1-1          | Empoli-Inter      | 1-4           | 16 mag.       |
| 25 gen.      | 3-1          | Juventus-Atalanta | 1-1           | 16 mag.       |
| 25 gen.      | 1-0          | Lazio-Bologna     | 1-2           | 16 mag.       |
| 25 gen.      | 0-2          | Milan-Fiorentina  | 0-2           | 16 mag.       |
| 25 gen.      | 1-0          | Piacenza-Lecce    | 3-1           | 16 mag.       |
| 25 gen.      | 1-1          | Sampdoria-Roma    | 0-2           | 16 mag.       |
| 25 gen.      | 3-0          | Udinese-Vicenza   | 3-1           | 16 mag.       |

## Statistiche

### Squadre

#### Capoliste solitarie
|    | —— | ——    | ——    | ——    | ——    | ——    | ——    | ——    | ——    | ——    | ——    | ——    | ——    | ——    | ——    | ——       | ——       | ——       | ——       | ——       | ——       | ——       | ——       | ——       | ——       | ——       | ——       | ——       | ——       | ——       | ——       | ——       | ——       | —— |  |
|    |    | Inter | Inter | Inter | Inter | Inter | Inter | Inter | Inter | Inter | Inter | Inter | Inter | Inter | Inter | Juventus | Juventus | Juventus | Juventus | Juventus | Juventus | Juventus | Juventus | Juventus | Juventus | Juventus | Juventus | Juventus | Juventus | Juventus | Juventus | Juventus | Juventus |    |  |
|    |    |       |       |       |       |       |       |       |       |       |       |       |       |       |       |          |          |          |          |          |          |          |          |          |          |          |          |          |          |          |          |          |          |    |  |
|    |    |       |       |       |       |       |       |       |       |       |       |       |       |       |       |          |          |          |          |          |          |          |          |          |          |          |          |          |          |          |          |          |          |    |  |
| 1ª | 2ª | 3ª    | 4ª    | 5ª    | 6ª    | 7ª    | 8ª    | 9ª    | 10ª   | 11ª   | 12ª   | 13ª   | 14ª   | 15ª   | 16ª   | 17ª      | 18ª      | 19ª      | 20ª      | 21ª      | 22ª      | 23ª      | 24ª      | 25ª      | 26ª      | 27ª      | 28ª      | 29ª      | 30ª      | 31ª      | 32ª      | 33ª      | 34ª      |    |  |

#### Record
- Maggior numero di partite vinte: 21 (Inter, Juventus)
- Minor numero di partite perse: 2 (Juventus)
- Massimo dei pareggi: 16 (Piacenza)
- Minor numero di partite vinte: 2 (Napoli)
- Maggior numero di partite perse: 24 (Napoli)
- Minimo dei pareggi: 6 (Inter)
- Miglior attacco: 67 (Juventus, Roma)
- Miglior difesa: 27 (Inter)
- Miglior differenza reti: 39 (Juventus)
- Peggior attacco: 25 (Atalanta, Napoli)
- Peggior difesa: 76 (Napoli)
- Peggior differenza reti: −51 (Napoli)

### Individuali

#### Classifica marcatori
Fonte
| Gol | Rigori |  | Giocatore            | Squadra    |
| --- | ------ |  | -------------------- | ---------- |
| 27  | 2      |  | Oliver Bierhoff      | Udinese    |
| 25  | 6      |  | Ronaldo              | Inter      |
| 22  | 11     |  | Roberto Baggio       | Bologna    |
| 21  |        |  | Gabriel Batistuta    | Fiorentina |
| 21  | 4      |  | Alessandro Del Piero | Juventus   |
| 20  | 5      |  | Vincenzo Montella    | Sampdoria  |
| 18  |        |  | Filippo Inzaghi      | Juventus   |
| 16  | 5      |  | Dario Hübner         | Brescia    |
| 15  | 1      |  | Luís Oliveira        | Fiorentina |
| 14  | 3      |  | Carmine Esposito     | Empoli     |
| 14  | 3      |  | Abel Balbo           | Roma       |
| 13  | 1      |  | Francesco Totti      | Roma       |
| 12  |        |  | Kennet Andersson     | Bologna    |
| 12  | 1      |  | Hernán Crespo        | Parma      |
| 12  |        |  | Paulo Sérgio         | Roma       |

### Spettatori
Media spettatori della Serie A 1997-98: 31.161
| Club       | Pos. | Media  |
| ---------- | ---- | ------ |
| Inter      | 1    | 67.825 |
| Milan      | 2    | 54.432 |
| Roma       | 3    | 52.813 |
| Juventus   | 4    | 47.347 |
| Lazio      | 5    | 46.058 |
| Napoli     | 6    | 37.600 |
| Fiorentina | 7    | 34.174 |
| Bologna    | 8    | 32.270 |
| Bari       | 9    | 26.415 |
| Sampdoria  | 10   | 24.482 |
| Udinese    | 11   | 23.492 |
| Parma      | 12   | 22.385 |
| Atalanta   | 13   | 18.709 |
| Lecce      | 14   | 17.097 |
| Vicenza    | 15   | 17.004 |
| Brescia    | 16   | 13.779 |
| Empoli     | 17   | 12.523 |
| Piacenza   | 18   | 12.477 |

## Note

L'arbitro Piero Ceccarini circondato dai giocatori interisti nel convulso derby d'Italia del 26 aprile 1998